# Бгажба Михайло Тимурович
Михайло Тимурович Бгажба (1915, село Гуп, тепер Очамчирського району Абхазії, Грузія — 1993, Абхазія, Грузія) — радянський діяч, 1-й секретар Абхазького обласного комітету КП Грузії. Член ЦК КП Грузії. Депутат Верховної Ради СРСР 5—6-го скликань.

## Життєпис
Після закінчення Сухумської середньої школи перебував на комсомольській роботі.
З січня 1935 по серпень 1938 року служив у Червоній армії.
У 1938—1941 роках навчався на економічному факультеті Московської сільськогосподарської академії імені Тімірязєва.
У липні 1941—1942 роках служив молодшим політруком роти автоматників-розвідників 62-ї морської стрілецької бригади Червоної армії, учасник німецько-радянської війни. Брав участь у боях під Москвою та Новгородом. У червні 1942 року був важко поранений, шість місяців перебував у госпіталі, став інвалідом 2-ї групи та був демобілізований із армії.
Член ВКП(б) з 1942 року.
Повернувся до навчання і в 1943 році закінчив Московську сільськогосподарську академію імені Тімірязєва.
У 1943—1955 роках — помічник контролера Народного комісаріату (Міністерства) державного контролю СРСР; на відповідальній роботі в Міністерстві державного контролю СРСР.
У 1955—1957 роках — відповідальний організатор ЦК КП Грузії; секретар Абхазького обласного комітету КП Грузії.
У 1957—1958 роках — голова Ради міністрів Абхазької АРСР.
У січні 1958—1965 роках — 1-й секретар Абхазького обласного комітету КП Грузії.
У 1984—1992 роках керував Сухумською філією Всесоюзного науково-дослідного інституту чаю та субтропічних культур (ВНДІЧіСК).
Автор монографії «Рослинні ресурси Абхазії» (1947, перевидана 1964), біографії «Нестор Лакоба» (1965), а також низки оповідань.
Помер у 1993 році.

## Нагороди
- орден Вітчизняної війни І ст. (6.11.1985)
- орден Червоної Зірки (6.11.1947)
- орден «Знак Пошани»
- медалі